# Provincia di Siracusa
La provincia di Siracusa (ufficialmente, dal 1986: provincia regionale di Siracusa), è stata una provincia italiana della Sicilia, comprendente 21 comuni con una popolazione di 403 985 abitanti nell'anno 2015.
In ottemperanza alla legge regionale del 24 marzo 2014, n. 8, recante il titolo "Istituzione dei liberi Consorzi comunali e delle Città metropolitane" e disciplinata poi con la successiva legge regionale n. 15 del 4 agosto 2015, "Disposizioni in materia di liberi Consorzi comunali e Città metropolitane", la provincia regionale di Siracusa è stata soppressa e sostituita dal libero consorzio comunale di Siracusa.
La provincia occupava una superficie di 2109 km quadrati con una densità di popolazione di 188,8 abitanti per chilometro quadrato e confinava a nord e nord-ovest con la provincia di Catania, ad ovest con la provincia di Ragusa, mentre ad est e a sud era bagnata rispettivamente dai mari Ionio e Mediterraneo.

## Storia
Nel 1812, i Borbone, nel tentativo di modernizzare la Sicilia, divisero i tre tradizionali Valli di Noto, Demone, di Mazara in 23 distretti, secondo i dettami della Costituzione promulgata quell'anno; tuttavia, queste disposizioni non saranno applicate de facto. L'11 ottobre 1817, Re Ferdinando I delle Due Sicilie varò il Real Decreto n. 932, che riformò la ripartizione territoriale del Regno delle Due Sicilie a seguito della fusione della corona napoletana con quella siciliana, raggruppando i distretti in sette valli minori, sedi di Intendenze, sulla falsariga dei departments francesi sorti durante la Rivoluzione del 1789. Tra le sedi d'Intendenza vi era pure Siracusa, che comprendeva il distretto omonimo, nonché i distretti di Noto e Modica.
Il 9 dicembre 1820, con l'emanazione della Costituzione sempre da parte di Re Ferdinando I delle Due Sicilie, i sette valli vennero rinominati province. Al momento della costituzione della provincia, il capoluogo fu lasciato a Siracusa. Dopo moti in Sicilia del 1837, con il Real Decreto n. 4209 del 23 agosto dello stesso anno, Noto assunse la dignità di capoluogo provinciale. Il cambio di sede e denominazione ebbe intento punitivo nei confronti di Siracusa, che venne declassata a capoluogo di distretto.
Durante la rivoluzione siciliana del 1848, la sede della provincia tornò ancora una volta a Siracusa, rimanendovi fino al maggio 1849. Con la repressione dei moti rivoluzionari e il ritorno della monarchia borbonica, la sede fu spostata nuovamente a Noto. Con la conquista garibaldina del regno borbonico nell'estate del 1860, Siracusa invece restò sottoposta ad occupazione militare borbonica fino a fine luglio e il governo dittatoriale trasferì provvisoriamente a Floridia uffici pubblici e tribunale.
Il 26 agosto 1860, il decreto protodittatoriale n. 170, di Agostino Depretis, intitolato "Legge che chiama in vigore in Sicilia la legge comunale e provinciale del Regno d'Italia", estese anche alla Sicilia la legge Rattazzi, che trasformò i vecchi distretti in circondari. Il Regio Decreto 17 dicembre 1860, n. 4499, sull’annessione delle province siciliane al Regno di Sardegna decretò ufficialmente la soppressione della provincia.
Fu infine la legge 20 marzo 1865, n. 2248 del Governo La Marmora II a ricostituire formalmente le provincie in Sicilia sotto il Regno d'Italia, a decretare il ritorno del capoluogo a Siracusa e a ridurre Noto a semplice sede di sottoprefettura:
(G. Lanza, S. Jacini, Legge Lanza, art. 4, a nome del re Vittorio Emanuele II di Savoia, dat. a Torino, 20 marzo 1865.)
Da quel momento, la provincia seguì le sorti dell'Italia. Dopo il primo conflitto mondiale s'instaurò il fascismo, il quale non riuscì a portare nuovo sviluppo nel territorio. Nel frattempo continuava la grande emigrazione che portò molti abitanti della provincia siracusana a trasferirsi in territori nuovi come l'Australia, le Americhe, il Nord Europa.
Il 2 gennaio 1927, avvenne per opera politica del senatore Filippo Pennavaria il distacco di 12 comuni, appartenuti un tempo alla Contea di Modica, i quali andarono a formare la nuova Provincia di Ragusa; ci furono diverse polemiche da parte dei siracusani per il distaccamento di Ispica, divenuto comune ragusano.

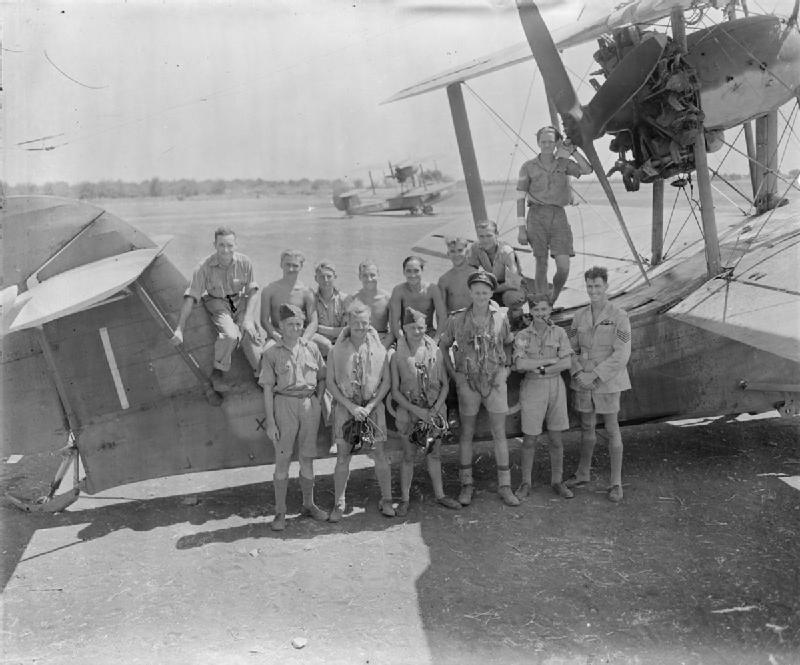
Soldati inglesi nel siracusano, presso l'aeroporto che il governo britannico improvvisò a Cassibile nel corso delle operazioni belliche del 1943.

I componenti della Decima Mas ad Augusta

Nel corso della seconda guerra mondiale la provincia fu il teatro di scontri tra le truppe alleate e quelle nazi-fasciste. Nell'ambito dell'Sbarco in Sicilia, nella notte tra il 9 ed il 10 luglio 1943 gli alleati, guidati dal generale Bernard Law Montgomery sbarcarono nel tratto di costa compresa tra Capo Ognina e Punta Castellazzo (5ª, 50ª e 51ª Divisione britannica e 18ª Divisione canadese) e tra Ognina e Calabernardo (13º Corpo d'armata britannica). Con la successiva Operazione Ladbroke che riguardava la conquista del capoluogo, si giunse alla progressiva liberazione della Sicilia. Il 3 settembre 1943 viene firmato segretamente l'armistizio di Cassibile, in località Santa Teresa Longarini, nei pressi della frazione di Siracusa.
Nel dopoguerra, mentre si era già avviata la ricostruzione degli edifici distrutti dai bombardamenti, la provincia di Siracusa fu interessata da un progetto di investimento industriale che fece sorgere il Polo petrolchimico siracusano, edificato nella zona costiera di Priolo, Melilli, Augusta, che ebbe un grande impatto sull'economia locale, poiché favorì un grande afflusso di manodopera, ma ebbe anche effetti negativi, dovuti soprattutto al forte inquinamento industriale, sollevando un'importante questione ambientale rimasta irrisolta.
Lo statuto speciale del 1946 soppresse le vecchie provincie. L'ente fu ricostituito con la legge regionale n.16 del 1963. Dopo le modifiche territoriali dei primi anni del Novecento si registreranno variazioni amministrative riguardanti i Comuni. Nel 1975, Portopalo di Capo Passero, frazione di Pachino, ottenne l'autonomia comunale e, nel 1979 venne istituito il Comune di Priolo Gargallo, il cui territorio venne formato dalla già frazione di Siracusa, dalla contrada San Focà e da parte del territorio di Marina di Melilli, queste ultime, appartenenti, fino ad allora, al Comune di Melilli. Nel 1986, poi, a seguito della Legge regionale n. 9 che attuava quanto stabilito dallo Statuto della Regione Siciliana del 1946, tutte le circoscrizioni provinciali dell'isola vennero soppresse e sostituite da liberi consorzi comunali, denominati "Province Regionali". Tale mutamento amministrativo, però, non portò alcuna variazione nel territorio provinciale di Siracusa, rimanendo inalterato. Tuttavia, tale assetto territoriale potrebbe nuovamente mutare, a seguito dell'opera dei comitati cittadini sorti nelle frazioni di Belvedere e Cassibile che rivendicano l'autonomia dal capoluogo attraverso l'indizione di un referendum, sospeso dal TAR di Catania nel 2012, su ricorso del Comune di Siracusa.
Il 13 dicembre 1990 la provincia fu colpita da un violento sisma denominato poi "Terremoto di Santa Lucia", così chiamato perché avvenne nel giorno dedicato a Santa Lucia.
Il terremoto procurò 17 morti e ben 15.000 famiglie senza tetto. Il patrimonio edilizio fu vistosamente danneggiato e molti cittadini di Augusta, Melilli, Sortino, Carlentini, Lentini e Francofonte trovarono rifugio presso dei container per diversi anni. Il fatto che la provincia non ottenne lo stato di calamità naturale e il fatto che venne dichiarata una graduazione del sisma inferiore rispetto a quella che fu in realtà, fece passare alla storia questo terremoto con il nome di "terremoto dei silenzi", proprio a causa della sua sottovalutazione.
Negli anni 2000 la provincia ha ottenuto due importanti riconoscimenti dall'UNESCO, sono stati infatti inserite nella lista dei Patrimoni mondiali dell'umanità, nel 2002, le Città tardo barocche del Val di Noto e ne fanno parte per la provincia siracusana i comuni di Noto e Palazzolo Acreide; mentre nel 2004 sono state dichiarate, come unico sito, la Città di Siracusa e la Necropoli Rupestre di Pantalica.
Il 28 marzo 2014 è stata prevista la soppressione delle 9 province regionali, sostituite da nove "Liberi Consorzi comunali" e tre aree metropolitane in seguito all'entrata in vigore della legge approvata dall'Assemblea Regionale Siciliana il 12 marzo 2014. Un'ulteriore legge regionale disciplinerà compiti e funzioni di questi nuovi enti, mentre ogni provincia è, nel frattempo, retta da un commissario straordinario nominato dalla giunta regionale..

### Stemma provinciale
Descrizione araldica dello stemma:
(Comuni-italiani.it)
Lo stemma ufficiale è stato approvato con regio decreto legge dell'11 aprile 1938 e regio decreto del 21 settembre 1938. 

Primo stemma della Provincia, utilizzato al primo Congresso Nazionale delle Province del 1898

## Amministrazione
Dal 17 giugno 2008, il Presidente della Provincia diviene Nicola Bono del Popolo della Libertà, sostenuto da una coalizione di centro-destra di cui fanno parte anche l'UdC, il Movimento per le Autonomie e la lista civica Alleanza Azzurra.
Il 17 giugno 2013, Nicola Bono passa la fascia di rappresentanza al commissario straordinario, Alessandro Giacchetti, finisce così il suo mandato durato cinque anni. L'attuale commissario si occuperà dell'amministrazione pubblica della provincia fino a gennaio 2014, anno in cui entrerà in vigore la legge emanata dal governo siciliano che stabilisce la soppressione delle province regionali e inaugura i nuovi liberi consorzi comunali.

### Gemellaggi
- Provincia di Verona, dal 2011[26]

## Comuni

Gonfalone provinciale

Al momento della soppressione appartenevano alla provincia di Siracusa i seguenti 21 comuni:
| Stemma | Comune                    | Popolazione | Superficie (km²) |
| ------ | ------------------------- | ----------- | ---------------- |
| Stemma | Augusta                   | 36482       | 109,33 km²       |
| Stemma | Avola                     | 31729       | 74,27 km²        |
| Stemma | Buccheri                  | 2182        | 57,43 km²        |
| Stemma | Buscemi                   | 1153        | 51 km²           |
| Stemma | Canicattini Bagni         | 7354        | 15 km²           |
| Stemma | Carlentini                | 18049       | 157 km²          |
| Stemma | Cassaro                   | 839         | 19,38 km²        |
| Stemma | Ferla                     | 2636        | 24,77 km²        |
| Stemma | Floridia                  | 22655       | 73,95 km²        |
| Stemma | Francofonte               | 12392       | 74,2 km²         |
| Stemma | Lentini                   | 24210       | 215,75 km²       |
| Stemma | Melilli                   | 12897       | 163,03 km²       |
| Stemma | Noto                      | 23799       | 550,86 km²       |
| Stemma | Pachino                   | 22217       | 50,47 km²        |
| Stemma | Palazzolo Acreide         | 9061        | 86,34 km²        |
| Stemma | Portopalo di Capo Passero | 3838        | 14,87 km²        |
| Stemma | Priolo Gargallo           | 12189       | 57,58 km²        |
| Stemma | Rosolini                  | 21469       | 76,15 km²        |
| Stemma | Siracusa                  | 122304      | 204 km²          |
| Stemma | Solarino                  | 7503        | 13,01 km²        |
| Stemma | Sortino                   | 8986        | 93,19 km²        |